# 武春謹
武春謹（越南语：／，1772年12月8日—1852年6月11日），越南阮朝大臣，嗣德帝儷天英皇后武氏諧之父。他歷仕嘉隆、明命、紹治、嗣德四朝。以太保身份致仕，阮初封謹信侯。

## 生平
武春謹出生在廣平省的麗水縣。1801年，他以貢士的身份謁見阮福映。第二年，補翰林院。嘉隆二年（1803年），升任興化鎮參協，後改任平定鎮該簿。明命初年，任山南鎮協鎮，後召還授刑部左參知。明命五年（1824年），出為乂安鎮協鎮，後因事貶為懷德府宣撫轉北城刑曹吏部右參知，尋署工部尚書。明命十四年（1833年），升任平富總督，累進協辦大學士加太子太保。紹治元年（1841年），署東閣大學士領刑部尚書加太子太保。以年事已高為由請求不在管事，但紹治帝不許。嗣德四年（1851年），八十大壽，嗣德帝御賜兩首御製詩和珍寶九節鳩杖。
嗣德五年（1852年），上疏請辭，嗣德帝答應了，並問他朝廷可做什麼事。武春謹回答四條：一是年豐穀賤，加價買之，凶年賑給；二是減少徵兵；三是皇親高官子女通過科考者與普通人平等錄用；四是封贈原諒山按察枚英俊的生母。嗣德帝全部採納。二月，正式榮休，四月逝世於家中。朝廷賜諡文端。
嗣德十一年（1858年），列祀賢良祠。
同慶乙酉年（1885年），追封為麗國公（越南语：／）。

## 家庭
- 妻妾：
  - 妻白氏，同慶乙酉年贈國夫人，諡號莊簡。
  - 妻陳氏，同慶乙酉年贈國夫人，諡號貞慈，儷天英皇后生母。
- 兒女
  - 長子武春諷，翰林院侍講學士
  - 次子武春湮，重慶府知府
  - 三子武春會，工部郎中
  - 四子武春淡，修撰
  - 長女武氏功（Võ Thị Công），嫁尊室鉿，諒江郡公阮福會之孫
  - 次女武氏諧，儷天英皇后

## 影視形象
| 演員   | 年份   | 影視作品 | 備註  |
| 阮重孝 | 2019年 | 《鳳扣》 | [ 2 ] |